# Brudzewo (województwo wielkopolskie)
Brudzewo – wieś w Polsce położona w województwie wielkopolskim, w powiecie słupeckim, w gminie Strzałkowo.
Najstarsza wzmianka o jej istnieniu pochodzi z 1370 roku. 
We wsi znajduje się zabytkowy zespół budynków kościelnych wpisany do krajowego rejestru zabytków (nr rej.: 763 z 13.11.1969 r.) składający się z:
- drewnianego kościoła parafialnego pw. św. Marii Magdaleny z 1826 roku,
- drewnianej dzwonnicy,
- ogrodzenia.

W latach 1954–1971 wieś należała i była siedzibą władz gromady Brudzewo, po jej zniesieniu w gromadzie Strzałkowo. W latach 1975–1998 miejscowość administracyjnie należała do województwa konińskiego.